# Mudcrete
Mudcrete é um material estrutural (empregado, por exemplo, como uma base na construção de estradas) feito pela mistura de lama (geralmente lama marinha) com areia e concreto/cimento. É usado como uma alternativa mais barata e sustentável para o preenchimento de rochas. Ele também é usado em projetos de recuperação de terra ao mar.